# Ivnia
Ivnia (ruso: И́вня) es un asentamiento de tipo urbano de Rusia, capital del raión homónimo en la óblast de Bélgorod.
En 2021, el territorio del asentamiento tenía una población de 7748 habitantes, de los que 7134 vivían en el propio asentamiento de Ivnia y el resto repartidos en cinco pedanías: los pueblos (siola) de Fedchevka y Studenok y los posiolki de Kírovski, Studenskoi y Pavlovski.
Se ubica a medio camino entre Kursk y Bélgorod, unos 10 km al suroeste del punto en el que la carretera M2, que une ambas ciudades, cruza el límite entre las óblasts de las que son capitales. Se accede a Ivnia desde dicho punto de la carretera M2 a través de la 14K-11, que lleva a Rakítnoye.

## Historia
Se conoce la existencia del asentamiento en documentos desde 1720. El pueblo fue fundado mediante la llegada de campesinos del uyezd de Oboyán, y en su origen estuvo habitado a partes iguales por rusos y ucranianos. En su origen el señorío pertenecía a la familia noble Pereverzev, hasta que en 1852 fue adquirido por un hijo de Nikolái Karamzín y en 1879 pasó a los Kleinmíjeli; el palacio que construyó esta última familia noble acabó reutilizado a partir de 1963 como sanatorio infantil contra la tuberculosis. La Unión Soviética le dio el estatus de capital distrital en 1928, cuando se definieron los raiones de la óblast de Chernozem Central, y el de asentamiento de tipo urbano en 1971.